# Matthias Hoë von Hoënegg
Matthias Hoë von Hoënegg (Vienna, 24 febbraio 1580 – Dresda, 4 marzo 1645) è stato un pastore protestante tedesco.

## Biografia
Il padre di Matthias era Leonhard Höe von Höenegg, consigliere imperiale di religione luterana e dottore in legge, membro di un'antica e nobile famiglia austriaca. Matthias nacque prematuro e pertanto per tutta la sua vita la sua salute fu debole così come le sue capacità limitate (iniziò a parlare a 7 anni). Suo padre inizialmente pensò di affidarlo ad un tutore privato e così fece, ma successivamente decise di inviarlo alla scuola di Santo Stefano a Vienna dove avvenne la sua prima formazione scolastica.
A causa dell'imminente presa di Vienna nel 1594 ad opera degli ottomani, Matthias con suo padre e suo fratello si spostarono a Steyr, dove trascorse in tutto tre anni frequentando il ginnasio locale. Suo padre quindi fece ritorno a Vienna e richiamò Matthias per frequentare l'Università di Vienna dove studiò inizialmente filosofia. Su raccomandazione dell'ambasciatore di Sassonia, il 16 giugno 1597 si trasferì all'Università di Wittenberg dove studiò filosofia ed ottenne la laurea pensando quindi di continuare con lo studio di legge, e preferendo al fine votarsi alla teologia.
Dopo diverse dispute e letture a Wittenberg, alla morte del genitore nel 1599, Matthias si portò nuovamente a Vienna per un breve periodo di tempo prima di tornare ancora a Wittenberg e licenziarsi in teologia nel 1601. Nel 1602 viaggiò a Dresda dove divenne predicatore di corte del principe elettore locale. Dopo un primo sermone tenuto il 17 febbraio 1602, egli ottenne ufficialmente l'incarico ed il 6 marzo 1604 l'università di Wittenberg lo riconobbe come proprio dottore. Cristiano II di Sassonia lo inviò quindi a Plauen come sovrintendente, dove il 20 aprile incontrò Polykarp Leyser il vecchio.
Malgrado molte altre offerte di lavoro, egli rimase al servizio della Sassonia e nel 1611, sempre su richiesta dell'elettore, si spostò a Praga come direttore delle scuole protestanti e delle chiese di Boemia. Tornò quindi a Dresda alla morte di Paul Jenisch che rimpiazzò come predicatore generale di Sassonia.
La sua opera più importante è in due volumi dal titolo Commentarii in Joannis Apocalypsin (Lipsia, 1610/40). I suoi sermoni e i suoi scritti sono ancora oggi intrisi di quella polemica luterana contro le chiese riformate tipica dell'epoca, così come per il cattolicesimo controriformista. In passato diversi studiosi hanno ritenuto che la sua influenza si sia manifestata particolarmente nella politica di Giovanni Giorgio I di Sassonia e nell'ambito della Guerra dei Trent'anni al punto che ancora oggi si ritiene che la scelta del principe elettore di supportare alla fine la causa imperiale contro Federico I di Boemia sia da imputarsi proprio a von Hoenegg.